# تپه عمو رحیم
تپه عمو رحیم مربوط به هزاره ۱- سدهٔ ۵ و ۶ ه.ق است و در شهرستان کامیاران، بخش مرکزی، روستای سر چم واقع شده و این اثر در تاریخ ۱۰ دی ۱۳۸۱ با شمارهٔ ثبت ۶۹۱۴ به‌عنوان یکی از آثار ملی ایران به ثبت رسیده است.